# Szent Paraszkiva-fatemplom (Balázsszeg)
A Szent Paraszkiva-fatemplom műemlékké nyilvánított épület Romániában, Máramaros megyében. A romániai műemlékek jegyzékében az  MM-II-m-B-04591 sorszámon szerepel.